# Zonitis batjanensis
Zonitis batjanensis is een keversoort uit de familie van oliekevers (Meloidae). De wetenschappelijke naam van de soort is voor het eerst geldig gepubliceerd in 1911 door Pic.